# Kvibille ridklubb
Kvibille Ridklubb är en ridskola som drivs ideellt. Verksamheten har funnits sedan 1973. I klubbstallet finns 11 ponnier, från kategori C till D. Varje ponny har en varsin skötare som får rida och tävla, träna m.m. på helger och lov, dem dagarna hästarna inte behövs till ridkolans verksamhet. I gengäld så hjälper skötaren och dess familj till med ridskolan, tävlingar, hinderomvårdnad, se över hagarna, fixar foder, och ser till så att allting är i bra skick. I Lilla stallet är alla hästarna privatägda, men även här hjälper ägarna med familjer till att driva verksamheten.